# U&Iverse
《U&Iverse》是韓國男子團體ASTRO的數位單曲，由平台UNIVERSE於2022年7月21日發行。這是ASTRO通過Universe發布的第二份作品。該歌曲於7月22日在4個國家和地區的iTunes K-POP榜單上排名第一。

## 背景及概要
2022年7月14日，UNIVERSE MUSIC宣布ASTRO將於7月21日發行數位單曲《U&Iverse》，並公布預告時間表。
7月15日，公布個人及團體概念照，7月18日，釋出概念影片。
7月20日，釋出〈U&Iverse〉的M/V預告片。
7月21日下午6時，於UNIVERSE平台公開〈U&Iverse〉音樂錄影帶，並發行數位音源。
7月26日下午6時，於UNIVERSE官方YouTube頻道公開〈U&Iverse〉音樂錄影帶。

## 製作名單
以下名單來源:Melon。
錄音室
- M Creative Sound – 錄音
- 821 Sound – 混音
- 821 Sound – 母帶後製（英语：Audio mastering）

幕後人物
- ASTRO – 主唱
- 이형석 – 作詞, 歌唱指導
- JIN JIN – 作詞
- ROCKY – 作詞
- San Yoon – 作曲
- Shaquille Rayes – 作曲
- Nomasgood – 作曲, 編曲, Synthesizer & Bass Synth, Drum Programming
- Sam Carter - 和聲
- 정민재 - 數位剪輯
- 장민 - 錄音
- MasterKey - 混音

## 發行歷史
| 發行地區 | 發行日期      | 發行形式     | 廠牌                      |
| -------- | ------------- | ------------ | ------------------------- |
|          | 2022年7月21日 | 數位音樂下載 | UNIVERSE MUSIC Sony Music |